# Wiaczesław Kwitinski
Wiaczesław Antonowicz Kwitinski (ros. Вячесла́в Анто́нович Квитинский, ur. 25 listopada 1920 we wsi Antowilno, obecnie w składzie wsi Zielony Ostrow w rejonie lepelskim w obwodzie witebskim (Białoruś), zm. 30 listopada 1995 w Kijowie) – radziecki dowódca partyzancki, Bohater Związku Radzieckiego (1945).

## Życiorys
Urodził się w białoruskiej rodzinie chłopskiej. Skończył szkołę średnią w Lepelu, jesienią 1939 rozpoczął studia w Leningradzkim Instytucie Pedagogicznym im. Pokrowskiego, w listopadzie 1939 został powołany do Armii Czerwonej. Skierowano go do szkoły 376 pułku artylerii, w składzie którego brał udział w wojnie z Finlandią 1939-1940, po powrocie z frontu ukończył szkołę pułkową i został dowódcą działonu. Po ataku Niemiec na ZSRR walczył na froncie, 8 sierpnia 1941 wraz z pułkiem artylerii znalazł się w okrążeniu w obwodzie kirowohradzkim, po czym pozostał na okupowanym terytorium. W październiku 1941 w rejonie Korostenia wraz z grupą żołnierzy nawiązał łączność z radzieckim podziemiem z Nowogrodu Wołyńskiego, po czym zaczął wykonywać zlecane przez nie zadania dotyczące niszczenia linii komunikacyjnych we wschodniej części Wołynia. W czerwcu 1942 wstąpił do oddziału partyzanckiego „Pierwyj Wołyńskyj” jako żołnierz karabinu maszynowego, brał udział w walkach partyzanckich na wschodnim Wołyniu, od lutego 1943 walczył w oddziale dowodzonym przez A. Grabczaka, z którym m.in. wykolejał pociągi wojskowe. W styczniu 1944 podjął działalność również w rejonie Pińska i Brześcia, latem 1944 działał w obwodzie rówieńskim i drohobyckim, pod koniec lipca 1944 wykonał rajd do Polski i Słowacji. W 1945 został zwolniony do rezerwy w stopniu podpułkownika, w 1950 ukończył Kijowski Uniwersytet Państwowy im. Szewczenki, w którym następnie wykładał. W latach 1945–1991 należał do partii komunistycznej WKP(b)/KPZR. Miał honorowe obywatelstwo Nowogrodu Wołyńskiego i wielu miejscowości w Czechosłowacji.

## Odznaczenia
- Złota Gwiazda Bohatera Związku Radzieckiego (2 maja 1945)
- Order Lenina (dwukrotnie)
- Order Czerwonego Sztandaru
- Order Wojny Ojczyźnianej I klasy
- Krzyż Złoty Order Virtuti Militari (Polska Ludowa)

Oraz medale ZSRR i cztery czechosłowackie ordery.